# Sarh
Sarh (do 1976 Fort Archambault) – miasto w południowym Czadzie, nad rzeką Szari, ośrodek administracyjny regionu Moyen-Chari, departament Barh Köh. W spisie ludności z 20 maja 2009 roku liczyło 97 224 mieszkańców (było wówczas czwartym co do wielkości miastem kraju).

## Geografia
Sarh leży nad rzeką Szari, 560 km na południe od stolicy. Miasto swoją nazwę zawdzięcza ludowi Sara. Jest trzecim co do wielkości miastem w Chadzie, zaraz po N’Djamena i Moundou.

## Historia
Fort Archambault został założony w przez Francuską Afrykę Równikową dla osób wracających z obozu pracy, którzy pracowali przy budowie linii kolejowej Kongo-Ocean. W 1990 wielu mieszkańców ucierpiało ze względu na epidemię meningokokowego zapalenia opon mózgowych. Aktualnie miasto jest znane z aktywnego życia nocnego.

## Ekonomia
W mieście znajduje się port lotniczy. Sahr z powodu ciepłego i sezonowo wilgotnego klimatu jest centrum przemysłu bawełnianego. Jest też centrum rybołówstwa komercyjnego rzeki Szari.

## Demografia
| Rok  | Populacja |
| ---- | --------- |
| 1993 | 75 496    |
| 2008 | 108 061   |
| 2012 | 103 269   |

## Edukacja
Szkoły średnie:
- Lycée Ahmed Mangué (publiczna),
- Lycée-Collège Charles Lwanga (prywatna, katolicka),
- Lycée-Collège Humanité (publiczna, baptystyczna).

Uniwersytety:
- Institut Universitaire des Sciences Agronomiques et de l’Environnement de Sarh – szkoła wyższa założona w 1997;
- Université de Sarh – publiczny uniwersytet założony w 2010;
- Institute of Science of Management and Economic Applied – uniwersytet założony w 2008.

## Miasta partnerskie
- Cherbourg